# 紅雲町 (名古屋市)
紅雲町（こううんちょう）は、愛知県名古屋市北区の地名。丁番を持たない単独町名である。住居表示未実施。

## 地理
名古屋市北区南部に位置する。東は石園町・芦辺町、西は大蔵町、南は城東町・杉栄町、北は若葉通に接する。

## 歴史

### 地名の由来
1914年（大正3年）に竣工した大幸川改修工事に伴い、川の両岸に8メートルごとにサクラとカエデの植木が延長8キロメートルに渡って植えられた。その景観を漢詩の「彩紅紅雲」（典拠不明）というフレーズにちなみ、同時に掛け替えられた橋の名称として採用したという。町名はその橋名に由来するという。ただし、現在大幸川は暗渠化され市道となっており、由来となった橋は現存しない。

### 沿革
- 1932年（昭和7年）9月1日 - 東区下飯田町字寺西・南出・東生駒・下三反田の各一部により東区紅雲町として成立[1]。
- 1944年（昭和19年）2月11日 - 北区成立に伴い同区紅雲町となる。

## 世帯数と人口
2019年（平成31年）1月1日現在の世帯数と人口は以下の通りである。
| 町丁   | 世帯数  | 人口  |
| ------ | ------- | ----- |
| 紅雲町 | 170世帯 | 288人 |

### 人口の変遷
国勢調査による人口の推移
| 2000年（平成12年） | 261人 | [ WEB 6 ] |  |
| 2005年（平成17年） | 247人 | [ WEB 7 ] |  |
| 2010年（平成22年） | 311人 | [ WEB 8 ] |  |
| 2015年（平成27年） | 303人 | [ WEB 9 ] |  |

## 学区
市立小・中学校に通う場合、学校等は以下の通りとなる。また、公立高等学校に通う場合の学区は以下の通りとなる。
| 番・番地等 | 小学校               | 中学校               | 高等学校 |
| ---------- | -------------------- | -------------------- | -------- |
| 全域       | 名古屋市立名北小学校 | 名古屋市立若葉中学校 | 尾張学区 |

## 施設
- 天理教名紅布教所
- ほっともっと紅雲町店

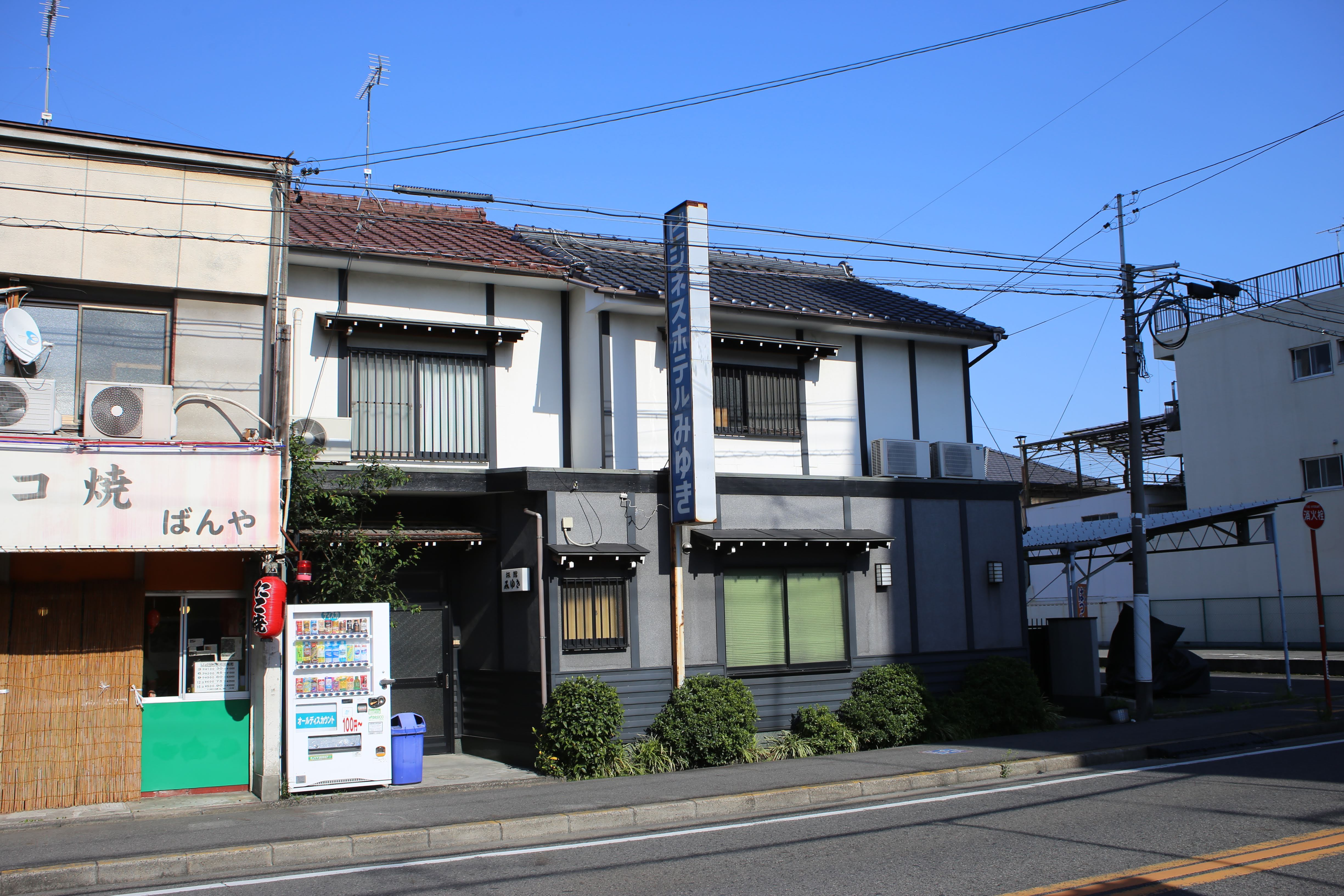
ビジネスホテルみゆき

- ビジネスホテルみゆき

## その他

### 日本郵便
- 郵便番号 : 462-0857[WEB 3]（集配局：名古屋北郵便局[WEB 12]）。

### WEB
1. ↑  “愛知県名古屋市北区の町丁・字一覧”.   人口統計ラボ. 2017年10月7日閲覧。
2. 1 2  “町・丁目(大字)別、年齢(10歳階級)別公簿人口(全市・区別)”.   名古屋市 (2019年1月23日). 2019年1月23日閲覧。
3. 1 2  “郵便番号”.  日本郵便. 2019年1月6日閲覧。
4. ↑  “市外局番の一覧”.   総務省. 2019年1月6日閲覧。
5. ↑  名古屋市役所市民経済局地域振興部住民課町名表示係 (2015年10月21日). “北区の町名一覧”.   名古屋市. 2017年10月7日閲覧。
6. ↑  名古屋市役所総務局企画部統計課統計係 (2005年7月1日). “（刊行物）名古屋の町(大字)・丁目別人口 (平成12年国勢調査) 北区” (xls). 2017年10月8日閲覧。
7. ↑  名古屋市役所総務局企画部統計課統計係 (2007年6月29日). “平成17年国勢調査　名古屋の町(大字)別・年齢別人口 北区” (xls). 2017年10月8日閲覧。
8. ↑  名古屋市役所総務局企画部統計課統計係 (2012年6月29日). “平成22年国勢調査　名古屋の町(大字)別・年齢別人口 北区” (xls). 2017年10月8日閲覧。
9. ↑  名古屋市役所総務局企画部統計課統計係 (2017年7月7日). “平成27年国勢調査　名古屋の町(大字)別・年齢別人口” (xls). 2017年10月8日閲覧。
10. ↑  “市立小・中学校の通学区域一覧”.   名古屋市 (2018年11月10日). 2019年1月14日閲覧。
11. ↑  “平成29年度以降の愛知県公立高等学校（全日制課程）入学者選抜における通学区域並びに群及びグループ分け案について”.   愛知県教育委員会 (2015年2月16日). 2019年1月14日閲覧。
12. ↑  郵便番号簿 平成29年度版 - 日本郵便. 2019年01月06日閲覧 (PDF)

### 文献
1. 1 2  名古屋市北区役所市民室『北区 私たちのまち』名古屋市北区役所、1979年3月、56頁。
2. ↑  名古屋市北区役所市民室『北区 私たちのまち』名古屋市北区役所、1979年3月、11頁。